# Städsholmen
Städsholmen är en ö och före detta by i Loftahammars socken, Västerviks kommun, Kalmar län. Ön har en yta på 15 hektar.
Namnet kommer av den lotsstation som fram till 1964 låg på ön. Lotsstationen omtalas redan på 1690-talet och hade då flyttats hit från Gamla Städsholmen eller Gammelön där en lotsstation funnits sedan 1500-talet. 1900 lydde Städholmen eller "Nya Städsholmen" under Hornsbergs slott, då fanns här fyra gårdar och en stuga. Fram till 1925 förekom skolundervisning på ön. På 1950-talet lades det sista jordbruket på ön ned. Efter lotsstationens avveckling avfolkades ön snabbt och i slutet av 1960-talet fanns här inga fastboende. 1975 återflyttade dock en person till ön. Därtill finns ungefär sex äldre hus på ön som fungerar som sommarstugor.
Då lotsstationen lades ned övertogs ön av Svenska marinen, men kom därefter att övertas av Naturvårdsverket då naturreservatet Städsholmens naturreservat inrättades. Numera är Städsholmens naturreservat sammanslaget med två andra till naturreservatet Norra Tjust skärgård.